# عملیات تندر غلتان
عملیات تندر غلتان(به انگلیسی: Operation Rolling Thunder) یک رشته عملیات پیوسته و تدریجی بمباران هوایی از سوی نیروی دریایی ایالات متحدهٔ آمریکا و نیروی هوایی جمهوری ویتنام علیه جمهوری دموکراتیک ویتنام (ویتنام شمالی) بود. این عملیات از دوم مارس ۱۹۶۵ تا دوم نوامبر ۱۹۶۸ در خلال جنگ ویتنام انجام شد.
چهار هدف عملیات تندر غلتان عبارت بودند از:
۱-بازیابی نیروی از دست رفتهٔ رژیم جمهوری ویتنام.
۲-جلوگیری از پشتیبانی ویتنام شمالی از شورشیان کمونیست در ویتنام جنوبی بدون ورود نیروهای زمینی به ویتنام شمالی. 
۳-نابودی سیستم ترابری، زیرساخت صنعتی و پدافند هوایی ویتنام شمالی.
۴-جلوگیری از ورود نفرات و تجهیزات به ویتنام جنوبی.
دستیابی به این هدف‌ها دشوار بود زیرا ایالات متحده و متحدانش به خاطر مقتضیات جنگ سرد محدودیت داشتند و از سویی به ویتنام شمالی از سوی متحدان کمونیست خود، اتحاد شوروی و جمهوری خلق چین، کمک‌های نظامی می‌شد. این عملیات شدیدترین نبرد هوا به زمین در دوران جنگ سرد و در واقع دشوارترین نبرد ایالات متحده پس از بمباران هوایی آلمان در خلال جنگ جهانی دوم بود. ویتنام شمالی دارای ترکیب نیرومندی از جنگ افزارهای پیچیدهٔ هوا به هوا و زمین به هوا بود که همین امر آن را به کارآمدترین پدافند هوایی در برابر هوانواردان نظامی آمریکایی تبدیل کرده بود.